# 作手高里
作手高里（つくでたかさと）は、愛知県新城市の地名。

## 地理

### 交通
- 国道301号

## 歴史

### 沿革
- 2005年（平成17年）10月1日 - 南設楽郡作手村大字高里が新城市作手高里となる[WEB 6]。

### 人口の変遷
国勢調査による人口および世帯数の推移。
| 1995年（平成7年）  | 134世帯 472人 |  |
| 2000年（平成12年） | 143世帯 487人 |  |
| 2005年（平成17年） | 137世帯 470人 |  |
| 2010年（平成22年） | 143世帯 450人 |  |
| 2015年（平成27年） | 150世帯 401人 |  |
| 2020年（令和2年）  | 150世帯 366人 |  |

## 施設

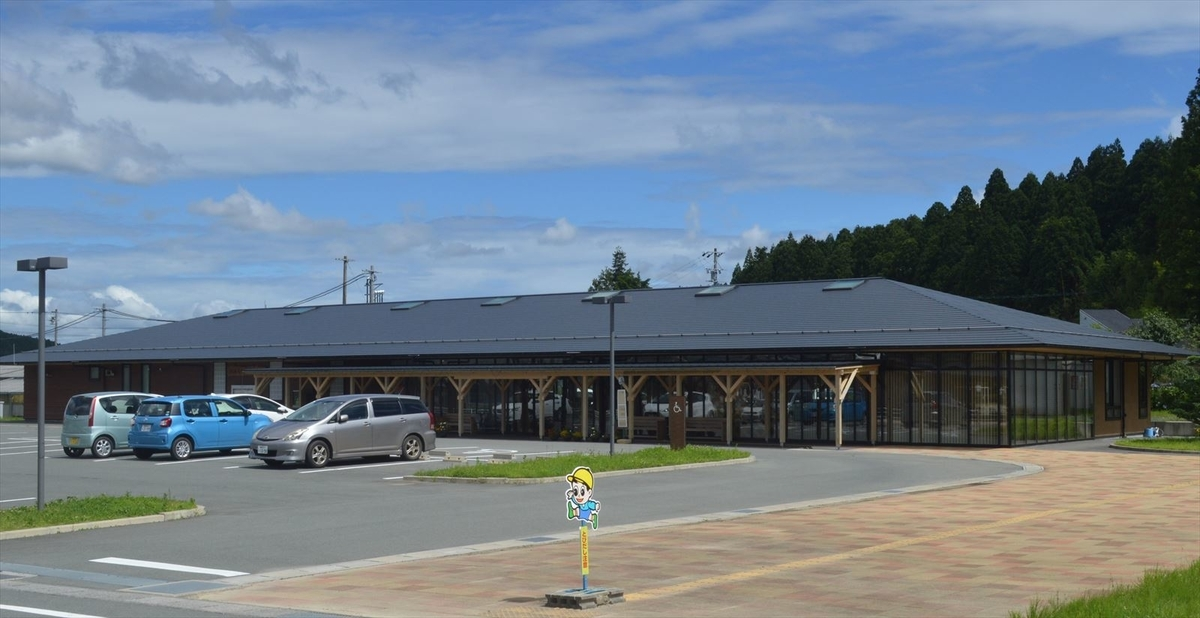
新城市役所作手総合支所

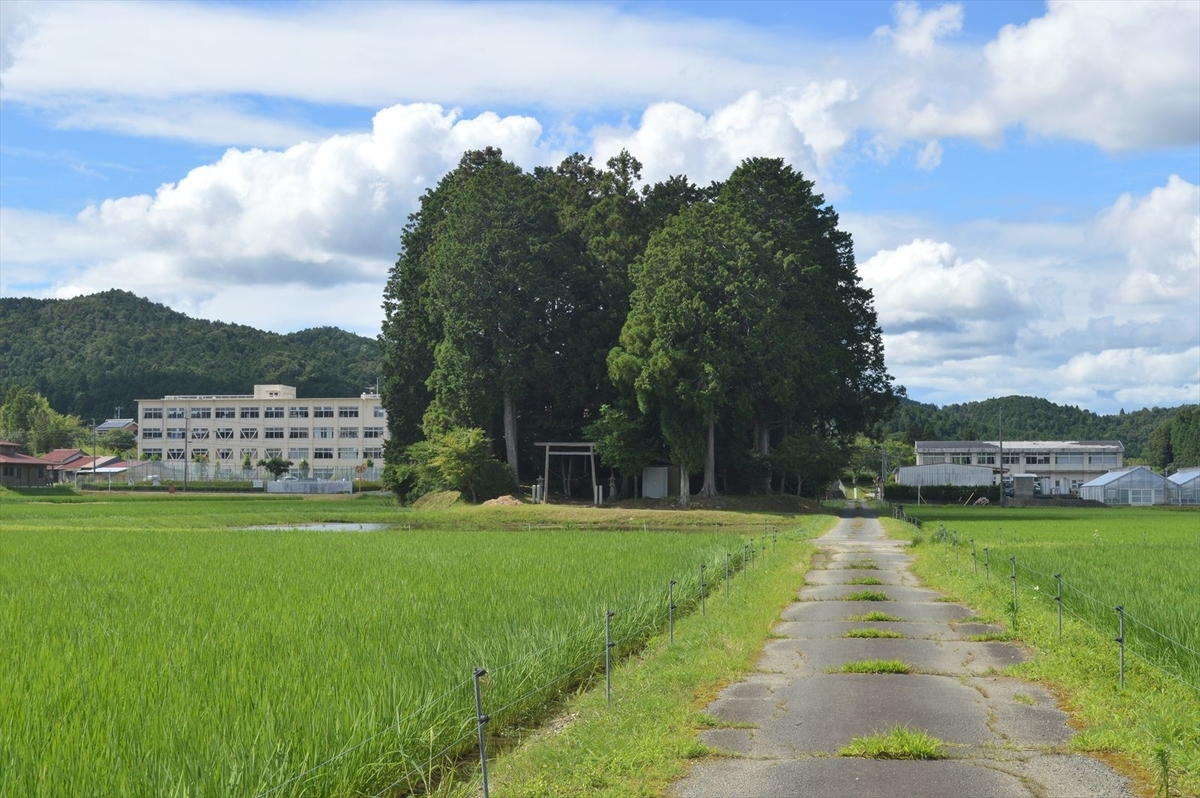
粕塚八幡宮
- 新城市役所作手総合支所
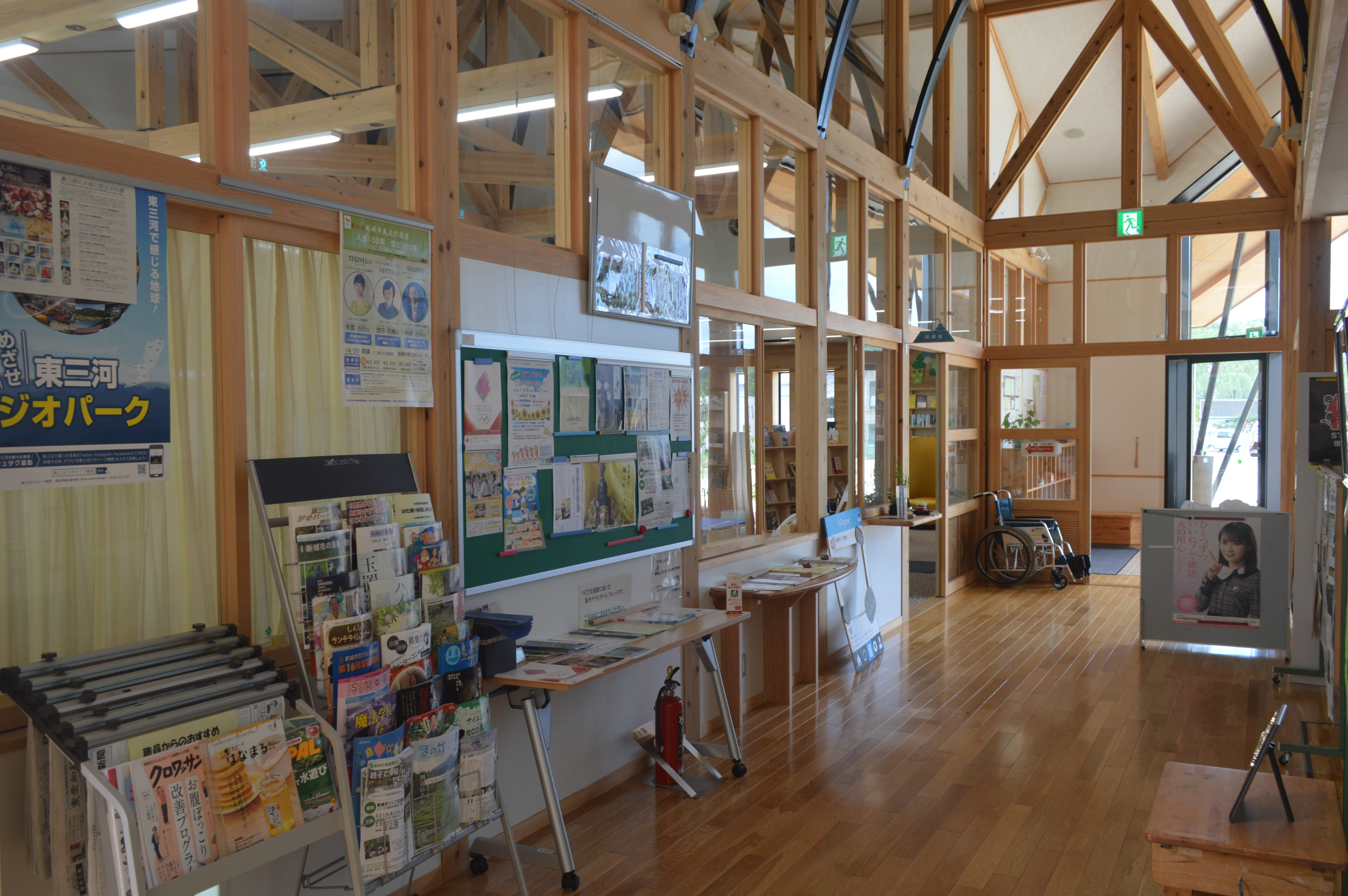
新城市つくで交流館
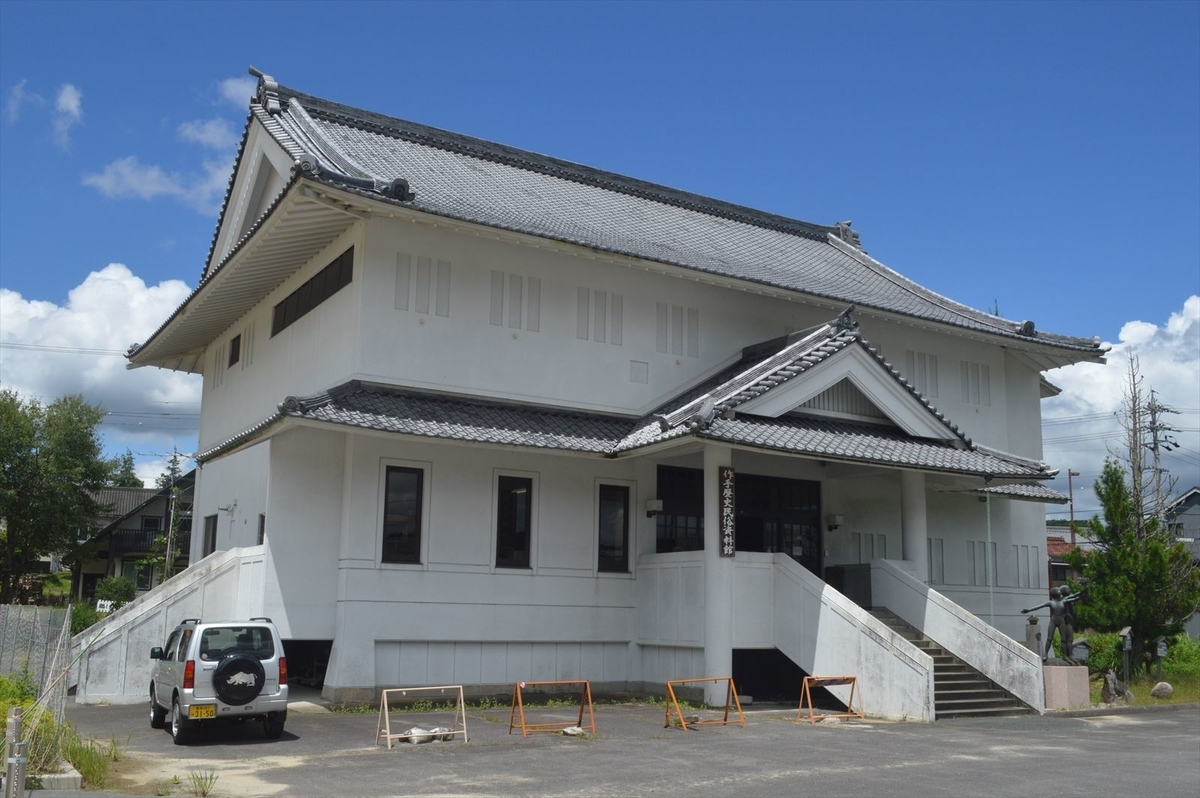
新城市作手歴史民俗資料館
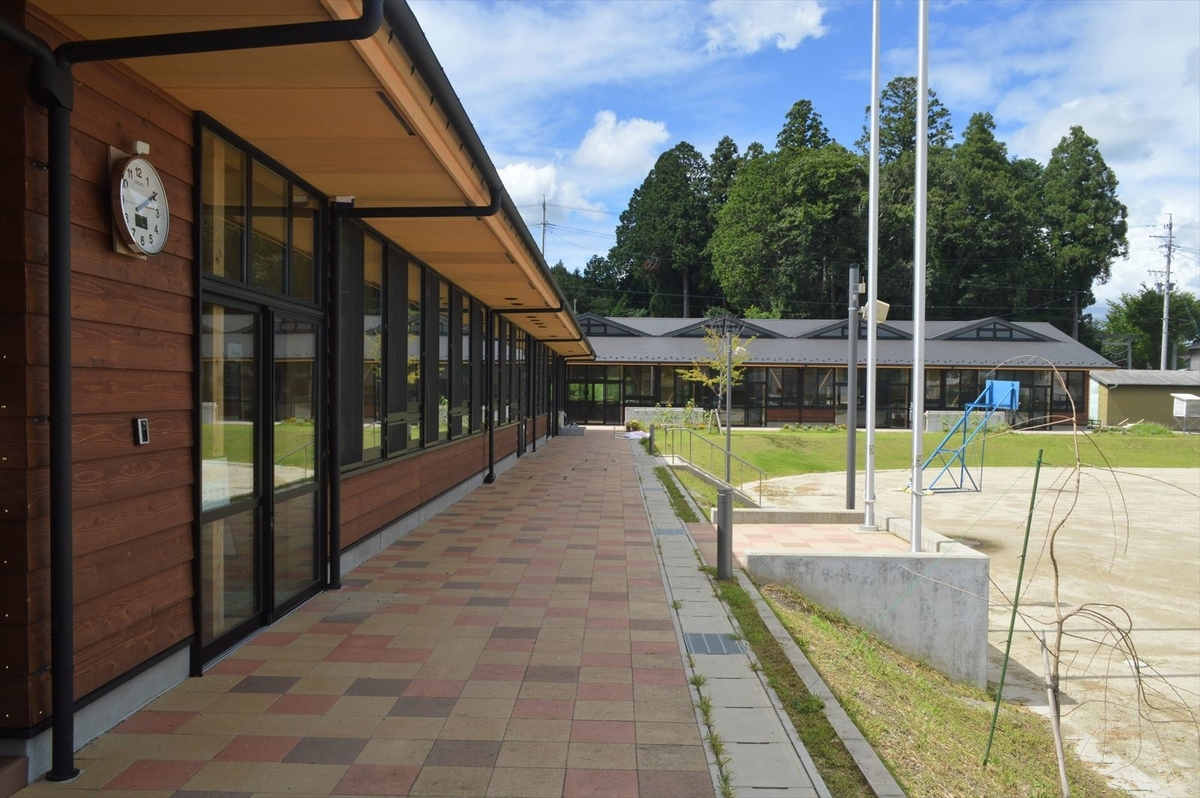
新城市立作手小学校
- 新城市立作手中学校
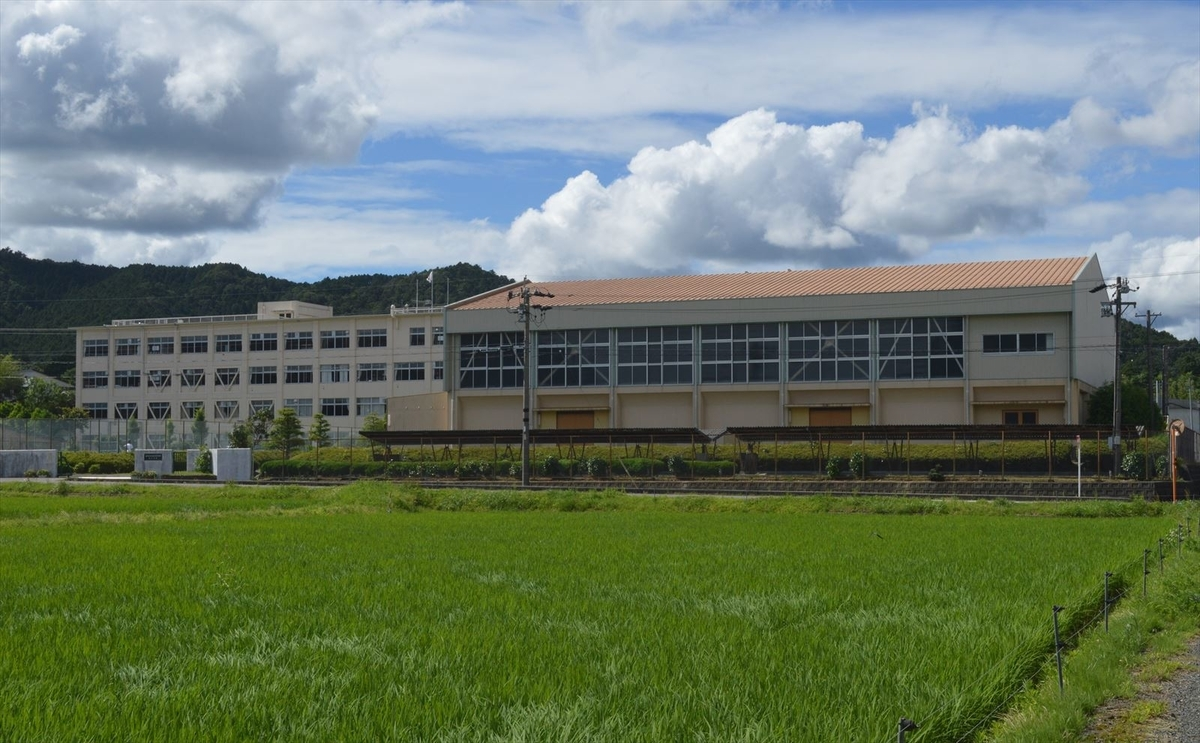
愛知県立新城有教館高等学校作手校舎
- 作手郵便局
- 作手診療所
- つくでゴルフクラブ
- 巴湖公園
- 大府市野外教育センター

- 粕塚八幡宮
- 新城市つくで交流館
- 新城市作手歴史民俗資料館
- 新城市立作手小学校
- 愛知県立新城有教館高等学校作手校舎

### WEB
1. 1 2  総務省統計局 (2022年2月10日). “令和2年国勢調査の調査結果(e-Stat) - 男女別人口，外国人人口及び世帯数－町丁・字等” (CSV). 2023年8月2日閲覧。
2. ↑  “愛知県新城市の町丁・字一覧”.   人口統計ラボ. 2024年4月28日閲覧。
3. ↑  “読み仮名データの促音・拗音を小書きで表記するもの(zip形式) 愛知県” (zip).   日本郵便 (2024年2月29日). 2024年3月26日閲覧。
4. ↑  “市外局番の一覧” (PDF).   総務省 (2022年3月1日). 2022年3月22日閲覧。
5. ↑  “ナンバープレートについて”.   一般社団法人愛知県自動車会議所. 2024年1月21日閲覧。
6. ↑  “愛知県新城市の郵便番号一覧”.   日本郵便. 2024年5月2日閲覧。
7. ↑  総務省統計局 (2014年3月28日). “平成7年国勢調査の調査結果(e-Stat) - 男女別人口及び世帯数 －町丁・字等” (CSV). 2021年7月20日閲覧。
8. ↑  総務省統計局 (2014年5月30日). “平成12年国勢調査の調査結果(e-Stat) - 男女別人口及び世帯数 －町丁・字等” (CSV). 2021年7月20日閲覧。
9. ↑  総務省統計局 (2014年6月27日). “平成17年国勢調査の調査結果(e-Stat) - 男女別人口及び世帯数 －町丁・字等” (CSV). 2021年7月21日閲覧。
10. ↑  総務省統計局 (2012年1月20日). “平成22年国勢調査の調査結果(e-Stat) - 男女別人口及び世帯数 －町丁・字等” (CSV). 2021年7月21日閲覧。
11. ↑  総務省統計局 (2017年1月27日). “平成27年国勢調査の調査結果(e-Stat) - 男女別人口及び世帯数 －町丁・字等” (CSV). 2021年7月21日閲覧。